# Phreatia caudiflora
Phreatia caudiflora är en orkidéart som beskrevs av Alexander Gilli. Phreatia caudiflora ingår i släktet Phreatia och familjen orkidéer.
Artens utbredningsområde är Papua Nya Guinea. Inga underarter finns listade i Catalogue of Life.